# 者浪乡
者浪乡，是中华人民共和国广西壮族自治区百色市隆林各族自治县下辖的一个乡镇级行政单位。

## 行政区划
者浪乡下辖以下地区：
者浪村、者床村、者烟村、者来村、敢南村、那隆村、坡合村、者烘村、播立村、央腊村和么窝村。